# Эль-Капитан (театр)
Эль-Капита́н (англ. El Capitan Theater) — голливудский кинодворец, являющийся историко-культурной достопримечательностью Лос-Анджелеса. Принадлежит сети кинотеатров Pacific Theatres и управляется компанией The Walt Disney Company, организовывающей здесь премьеры фильмов, созданных её подразделением Walt Disney Pictures.

## История

### Открытие и первые годы (1926—1941)
В начале 1920-х годов американский бизнесмен, занимавшийся строительством недвижимости, Чарльз Тоберман (известный также как «Отец Голливуда»), замыслил создать шикарно оформленный район кинотеатров в Голливуде. При участии Сида Граумана он открыл Египетский кинотеатр (1922), El Capitan (с исп. — «Капитан») (1926) и Китайский театр (1927).